# Richard Lachmann
Richard Lachmann (Nueva York, 17 de mayo de 1956-Nueva York, 19 de septiembre de 2021) fue un sociólogo estadounidense y especialista en el análisis comparativo histórico de la sociología.
De 1983 a 1990, Lachmann trabajó como profesor asistente de Sociología en la Universidad de Wisconsin en Madison. Desde 1990, ha sido Profesor de Sociología en la Universidad de Albany, SUNY.

## Orígenes y formación
Nació el 17 de mayo de 1956 en Nueva York de padres judíos que escaparon de la Alemania nazi. «Cada uno de ellos tenía un padre que fue asesinado por los nazis, así que crecí con una comprensión del nazismo y una apreciación de la democracia liberal de Estados Unidos.», recordó muchos años después. El padre de Richard, Karl Eduard Lachmann, trabajó para las Naciones Unidas; su madre, Lotte Becker Lachmann, enseñó francés en un colegio comunitario. Richard tiene un hermano y una hermana menores.
Lachmann recibió una educación prestigiosa: se graduó de la Escuela Internacional de las Naciones Unidas convirtiéndose en uno de los primeros alumnos en el mundo en recibir un Bachillerato Internacional, asistió a la Universidad de Princeton como estudiante universitario y a la Universidad de Harvard para su doctorado, estudiando sociología histórica en ambas universidades.

## Contribuciones científicas
Lachmann es más conocido como el autor del libro, "Capitalistas a pesar de sí mismos", que ha sido galardonado con varios premios, entre ellos el premio Scholarly Book Award de la Asociación Estadounidense de Sociología. En este trabajo, Lachmann muestra que las relaciones entre las élites, en lugar de la lucha de clases, o cualquier otro conjunto de factores propuestos por otros historiadores, determinaron principalmente la creación o no creación del capitalismo en la Europa moderna. Más tarde, utilizó su teoría de conflicto de élite para analizar la crisis política en los Estados Unidos.

### La formación de sus puntos de vista científicos
El interés de Lachmann en la sociología fue provocado por los acontecimientos políticos de la década de 1970: la guerra de Vietnam, el golpe militar en Chile, el apartheid en Sudáfrica, la ocupación indonesia de Timor Oriental, estos y otros eventos significativos en la vida del mundo. Lachmann como estudiante de secundaria y estudiante universitario quería buscar las causas de raíz de esos acontecimientos. En 2007, Lachmann recordó haberse preguntado a sí mismo:

¿Por qué los soldados se alinearon para morir en las guerras imperialistas? ¿Por qué los trabajadores soportaron los malos salarios y el trabajo peligroso y alienante? Incluso entonces, mucho antes de las épocas Reagan y Clinton y aún lejos de la brutalidad desmedida y jactanciosa del actual administración de George W. Bush, me quedé atónito con lo que leí en el New York Times (y más aún cuando vi la realidad más completa presentada en pequeños medios izquierdistas). Muchos días salía a caminar después de leer sobre los últimos acontecimientos y me preguntaba bastante en serio: ¿dónde están las guillotinas?

Lachmann recordó que después de leer "El capital" de Marx tuvo la sensación de que en este trabajo estaban las respuestas a sus preguntas, en forma de análisis histórico. El joven científico fue altamente influenciado por la teoría de la modernización, que luego fue el enfoque dominante en el departamento de sociología de la Universidad de Princeton. Por su propia admisión, le tomó algunos años darse cuenta de que la modernización no es lo mismo que el capitalismo. 
En Harvard, se les dio a los estudiantes de posgrado libertad casi total para diseñar y llevar a cabo sus propios proyectos de investigación, Lachmann pudo centrarse en la pregunta que más le interesaba: la génesis del capitalismo. Cree que solo si entendemos los orígenes de esta formación social, podemos entender completamente las tendencias actuales de su desarrollo. Habiéndose familiarizado con las obras de los principales historiadores y sociólogos que han estudiado el tema de la génesis del capitalismo, Lachmann llegó a la conclusión de que ninguna de sus obras ofrecía una explicación convincente de las diferencias en el desarrollo capitalista entre las naciones. A medida que desarrolló su propia teoría, Lachmann se dio cuenta "de que Marx y más tarde los marxistas hicieron las preguntas correctas, pero que las respuestas requerían una gran dosis de análisis weberiano y elitista".

### El conflicto de las élites y la génesis del capitalismo en Inglaterra
En su primera monografía "De la casa solariega al mercado" (1987), Lachmann planteó la idea de que la génesis del capitalismo en Inglaterra no se debió al conflicto de clases (como suponían los marxistas) o a la expansión del comercio exterior (como los weberianos y algunos marxistas creían), sino que era el resultado de una cadena de contingentes conflictos de élites, un resultado que no podía ser previsto por nadie. 
Lachmann analizó las interacciones del conflicto a nivel nacional (entre la Corona, la Iglesia y los magnates) y a nivel local (entre agricultores comerciales, los terratenientes y los aparceros). Durante la Reforma, Enrique VIII dio un golpe demoledor a la iglesia, secularizó las tierras monásticas y confiscó las propiedades de la iglesia. Tratando de no permitir que la tierra perteneciente a la Iglesia, cayera en manos de los magnates, la Corona limitó su poder local. Esto fortaleció a la gentry (pequeña nobleza), que se apropió de las tierras comunales y extinguió los derechos de los aparceros a fin de bloquear los esfuerzos de la Corona para recuperar las tierras, el poder y los ingresos agrarios. Los resultados inadvertidos de estas maniobras políticas fueron la formación de una gran clase sin tierra y una revolución agraria que proporcionó a la gentry los recursos para el capitalismo industrial.
El libro fue muy apreciado tanto por los sociólogos como por los historiadores. Peter Bearman elogió la originalidad de las ideas y su presentación lógica y bien estructurada. Retha Warnicke elogió el trabajo con las palabras: "su análisis provocativo y claramente formulado responde a preguntas que otras teorías no han respondido". El más crítico fue un conocido historiador británico, un experto en historia agraria de Inglaterra, Joan Thirsk, a quien Lachmann había criticado en el libro por no haber tenido en cuenta la alta inflación de esa época en su análisis. Thirsk reprendió al autor por confiar en fuentes secundarias y por un obstinado deseo de subordinar hechos históricos a conceptos sociológicos.

### Conflictos de élite en la Europa de la Edad Moderna
En su siguiente libro, "Capitalistas a pesar de sí mismos: conflicto de élite y transiciones económicas en la Europa moderna" (2000), Lachmann aplicó consistentemente su modelo teórico a casos más allá de Inglaterra, a Francia, España, Países Bajos y la Florencia renacentista. De acuerdo con Lachmann, todas las teorías del desarrollo social no pueden explicar completamente los cambios sociales en el período bajo revisión, sobre todo porque los factores que se enfatizan no pueden explicar por qué este proceso tuvo éxito en un país o región, y se bloqueó en otros. Entonces, Lachmann criticó a Robert Brenner, que vio Gran Bretaña como un caso paradójico donde los campesinos eran lo suficientemente fuertes como para liberarse de la servidumbre pero no lo suficientemente fuertes como para apropiarse del creciente excedente agrícola. Lachmann muestra que Brenner nunca identifica un mecanismo que resulta en la formación del capitalismo en oposición a algún otro sistema social posfeudal. Fernand Braudel e Immanuel Wallerstein, los autores del análisis del sistema mundial, a su vez, no explican por qué las ciudades estado italianas, que dominaron el comercio europeo, no se dieron cuenta de todo el potencial del desarrollo capitalista, se estancaron y luego perdieron el liderazgo económico, que pasó a Flandes, los Países Bajos y Gran Bretaña.
Lachmann rastreó consistentemente los conflictos de élite y clase para explicar los resultados en cada uno de sus casos. Muestra cómo las luchas contra los reyes de Francia y Borgoña, los emperadores alemanes y el papado romano, combinados con el estancamiento geopolítico para proporcionar las condiciones para la autonomía de las ciudades italianas en el Renacimiento, y luego, a nivel local, las élites en conflicto lanzaron el desarrollo del comercio urbano y las técnicas empresariales eficientes al definir la especificidad institucional de las instituciones maduras y los límites del capitalismo urbano. Aquí es de vital importancia el caso de Florencia: aislada de las superganancias del tráfico transnacional, la élite florentina se vio obligada a centrarse en la producción de lana y seda, así como en el apoyo financiero del Papa. Florencia estuvo marcada por siglos de conflictos de élite y facciones que periódicamente llevaron a las élites a "bajar" y a aliarse con grupos jerárquicamente subordinados. Como resultado, el poder pasó de la aristocracia a los patricios, y luego a las nuevas élites, cada una de las cuales, buscando la hegemonía, intentó bloquear la siguiente fase del conflicto. El deseo de la élite de consolidar su hegemonía estabilizó la estructura social y se convirtió en un obstáculo en el camino del desarrollo capitalista. Del mismo modo, el conflicto de élite dio lugar a una rápida inmovilización en la España de los Habsburgo que impidió que los reyes o las élites metropolitanas ejercieran un control decisivo sobre su imperio y los ingresos que producía, bloqueando así todas las posibilidades de desarrollo capitalista. Las élites holandesas rápidamente tomaron rutas comerciales y colonias, pero su acuerdo a través de los Contratos de Correspondencia inmovilizó los recursos y el poder impidiendo la reasignación de la fuerza limitada necesaria para defender su hegemonía comercial de Gran Bretaña. La riqueza y el espíritu empresarial se desviaron a las finanzas y las élites se centraron en el control de las oficinas estatales que se convirtieron en la principal fuente de riqueza y el sitio desde el que podían manipular los precios de los bonos del gobierno.
Analizando la transformación de las élites británicas y francesas, Lachmann considera la Reforma como un momento de "avance estratégico" en la historia europea, pero, a diferencia de Weber, ve este proceso no tanto como una transformación ideológica, sino más bien como una transformación estructural. Al final de estos procesos de conflicto de élite, surgieron dos clases de estados absolutistas: "horizontal" en Inglaterra y "vertical" en Francia. Los monarcas franceses no pudieron superar al clero y los magnates a nivel nacional y se vieron obligados a crear un aparato de múltiples oficinas "estatales" en un esfuerzo por manipular a las élites rivales en su lucha por posiciones lucrativas. Esto generó una estructura de poder diferente a la de Inglaterra, donde la corona alcanzó el dominio a nivel nacional a costa de cortar enlaces a las oficinas locales. Dos élites horizontales, corona y nobleza, cada una controlaba un nivel de estructura social, pero la corona no pudo alcanzar el nivel local para ejercer el poder o extraer recursos, lo que llevó a su derrota en la Guerra Civil. La nobleza se aprovechó de la debilidad de la corona y, como Lachmann mostró en From Manor to Market, estableció relaciones capitalistas en el campo.
La historiadora británica Rosemary Hopcroft y el sociólogo estadounidense Jack Goldstone han criticado este libro. Hopcroft señaló dos puntos importantes: 1) no estaba del todo claro para ella por qué la pequeña nobleza (gentry), ocupando una posición dominante en la sociedad, no se convirtió en rentista, sino que continuó participando activamente en la producción de productos excedentes; 2) en segundo lugar, según Hopcroft, el capitalismo tenía las posiciones más fuertes en aquellos lugares donde siempre había habido pocos derechos comunales a la tierra y el control de las élites había sido débil.
Jack Goldstone, un destacado representante de la Escuela de California, afirma que hasta mediados del siglo XIX, no había diferencia en el desarrollo agrícola de Europa y China, considera casi inconclusos todos los argumentos de Lachmann, incluido su análisis de la diferencia entre el absolutismo horizontal y el vertical. Goldstone rechaza la afirmación de Lachmann de que el conflicto de élite fue la fuerza impulsora del cambio social y sugiere que el desarrollo europeo despegó solo después de una "ruptura ideológica y epistemológica", que está más relacionada con los campos de la ciencia y la filosofía que con la economía o la élite y relaciones de clase.

### Élites y decadencia hegemónica en los Estados Unidos contemporáneos
Lachmann estuvo aplicando su teoría de conflicto de élites a los Estados Unidos contemporáneos.
Lachmann consideró que desde los años ochenta las élites nacionales y estatales se combinaron a través de fusiones y cambios en las regulaciones gubernamentales. Esta unidad permitió a las élites bloquear las reformas estatales y apropiarse cada vez de más recursos de la masa de estadounidenses mientras se privaba de ingresos de fondos al estado. Esta autarquía de élite es paralela de manera crucial a las estructuras de élite de España, Francia y los Países Bajos cuando no lograron o perdieron la hegemonía. Sostiene que incluso si no surge un nuevo hegemón, los EE. UU. no podrán movilizar los recursos y canalizar el poder del estado para garantizar que pueda gobernar el mundo geopolíticamente o administrar la economía global. Es probable que la burbuja financiera creada en los Estados Unidos que condujo al colapso de 2008 se repita en diferentes formas, minando aún más la capacidad de Estados Unidos de financiar proyectos hegemónicos o de obtener el consentimiento de otras naciones para sus políticas.

### Trabajos de síntesis
En el período comprendido entre 2010 y 2013, Lachmann ha publicado dos libros que sintetizan el estado de la investigación en sus campos. En "Estados y poder", proporciona una visión general de las teorías científicas existentes sobre los orígenes de los estados, las distintas capacidades de los estados para efectuar economías de desarrollo, para ejercer poder geopolítico, para ofrecer beneficios de bienestar social, para dar forma a las culturas nacionales, y sobre el papel de los ciudadanos comunes para influir en las políticas estatales.
En su libro, "¿Qué es la sociología histórica?" Lachmann revisa y critica los estudios históricos sobre los orígenes del capitalismo, las revoluciones y los movimientos sociales, los estados, los imperios, la desigualdad y el género. Discute cómo las fortalezas y debilidades del trabajo en esas áreas sugieren formas en que la sociología histórica puede desarrollarse de manera más fructífera. Lachmann actualmente está investigando la cobertura de los medios de las muertes de guerra en los Estados Unidos e Israel desde la década de 1960 hasta el presente.

## Principales obras

### Libros
- From Manor to Market: Structural Change in England, 1536–1640. University of Wisconsin Press, 1987.
- Capitalists in Spite of Themselves: Elite Conflict and Economic Transitions in Early Modern Europe. Oxford University Press, 2000.
- States and Power. Polity Press, 2010
- What Is Historical Sociology? Polity Press, 2013.

### Publicaciones de artículos de investigación
- Lachmann, Richard. Feudal Elite Conflict and the Origins of English Capitalism // Politics and Society. — 1985. — Vol. 14, no. 3. — P. 349—378.
- «Absolutism’s Antinomies: Class Formation, State Fiscal Structures and the Origins of the French Revolution» (with Julia Adams) in Political Power and Social Theory, volume 7 (1988) pp. 135–75.
- Lachmann, Richard. Graffiti as Career and Ideology // American Journal of Sociology. — 1988. — Vol. 94, no. 2. — P. 229—250.
- Lachmann, Richard. The Origins of Capitalism and the State in Western Europe // Annual Review of Sociology. — 1989. — Vol. 15. — P. 47—72.
- «Elite Conflict and State Formation in Sixteenth and Seventeenth Century England and France» in American Sociological Review, volume 54, №2, April, 1989, pp. 141–162.
- «Class Formation without Class Struggle: An Elite Theory of the Transition to Capitalism» in American Sociological Review, volume 55, №3, June, 1990, pp. 398–414.
- «Making History From Above and Below: Elite and Popular Perspectives on Politics» (with Nelson Pichardo) in Social Science History 18:4 (Winter 1994), pp. 497–504. Introduction to a special section on this topic which we edited and which appeared in the winter 1994 and Spring 1995 issues of the journal.
- Lachmann, Richard. Comparisons Within a Single Social Formation: A Critical Appreciation of Perry Anderson's Lineages of the Absolutist State // Qualitative Sociology. — 2002. — Vol. 25, no. 1. — P. 83—92. — DOI:10.1023/A:1014308324923.
- «Elite Self-Interest and Economic Decline in Early Modern Europe» in American Sociological Review, volume 68, №3, June 2003, pp. 346–372.
- «Greed and Contingency: State Fiscal Crises and Imperial Failure in Early Modern Europe» in American Journal of Sociology, volume 115, №1, July 2009, pp. 39–73. [Chinese translation in Fudan Political Science Review, vol. 7, 2009, pp. 105–33.]
- «Nationalism in a Post-Hegemonic World» in Review XXXIV, 3, 2011, pp. 259–83.
- «The Roots of American Decline» in Contexts, volume 10, №1, winter 2011, pp. 44–49.
- «Between a Rock and a Hard Place» in Contexts, volume 11, №3, summer 2012, pp. 20–21.
- «Toward a Sociology of Wealth: Definitions and Historical Comparisons» in Sociologia: Revista da Faculdade de Letras da Universidade do Porto (Portugal), volume 26 (2013), pp. 11–36.
- «Hegemons, Empires, and their Elites» in Sociologia, Problemas e Práticas (Portugal), no. 75, 2014, pp. 9–38.
- «Museums in the New Gilded Age: Collector Exhibits in New York Art Museums, 1945–2010.» (with Emily Pain and Anibal Gauna), in Poetics 43 (2014) 60-69.
- «From Consensus to Paralysis in the United States, 1960–2012» in Political Power and Social Theory 26 (2014), pp. 195–233.
- «The Changing Face of War in Textbooks: Depictions of World War II and Vietnam, 1970–2009» (with Lacy Mitchell), in Sociology of Education Vol. 87, №3 (2014), pp. 188–203.
- «States, Citizen Rights and Global Warming» forthcoming in Revue Internationale de Philosophie, vol. 70, №275 (March 2016).
- «Neoliberalism, the Origins of the Global Crisis, and the Future of States» forthcoming in Sociology of Development Handbook, edited by Gregory Hooks (University of California Press).
- «Why We Fell: Declinist Writing and Theories of Imperial Failure in the Longue Durée» (with Fiona Rose-Greenland) forthcoming in Poetics.
- “Neoliberalism, the Origins of the Global Crisis, and the Future of States” pp. 463–84 in The Sociology of Development Handbook, edited by Gregory Hooks (University of California Press, 2016).
- “The Culture of Sacrifice in Conscript and Volunteer Militaries: The U.S. Medal of Honor from the Civil War to Iraq, 1861–2014” (with Abby Stivers) in American Journal of Cultural Sociology, Vol. 4, №3 (October 2016), pp. 323–58.
- “The Comparative Study of Empires” forthcoming in Sage Handbook of Political Sociology, edited by Stephen Turner and William Outhwaite.

## Premios y honores
- 2001 Distinguished Publication Award from the Political Sociology Section of the American Sociological Association
- 2002 Barrington Moore Best Book Award Honorable Mention from the Comparative Historical Sociology Section of the American Sociological Association (for "Capitalists in Spite of Themselves")
- 2003 Distinguished Scholarly Publication Award of the American Sociological Association (for "Capitalists in Spite of Themselves")